# 京成小岩站
京成小岩站（日语：／ Keisei-koiwa eki */?）是位於日本東京都江戶川區北小岩，屬於京成電鐵本線的鐵路車站。車站編號是KS11。旅客資訊多採用省略「京成」二字的小岩。本站距離JR東日本總武線的小岩站約1公里，徒步約15分鐘。

## 年表
- 1932年（昭和7年）5月15日 - 車站啟用。月台為相對式月台2面2線構造。
- 1963年（昭和38年）12月5日 - 進行月台改良工程，改建為島式月台2面4線，站房也改為跨站式站房。

## 車站構造

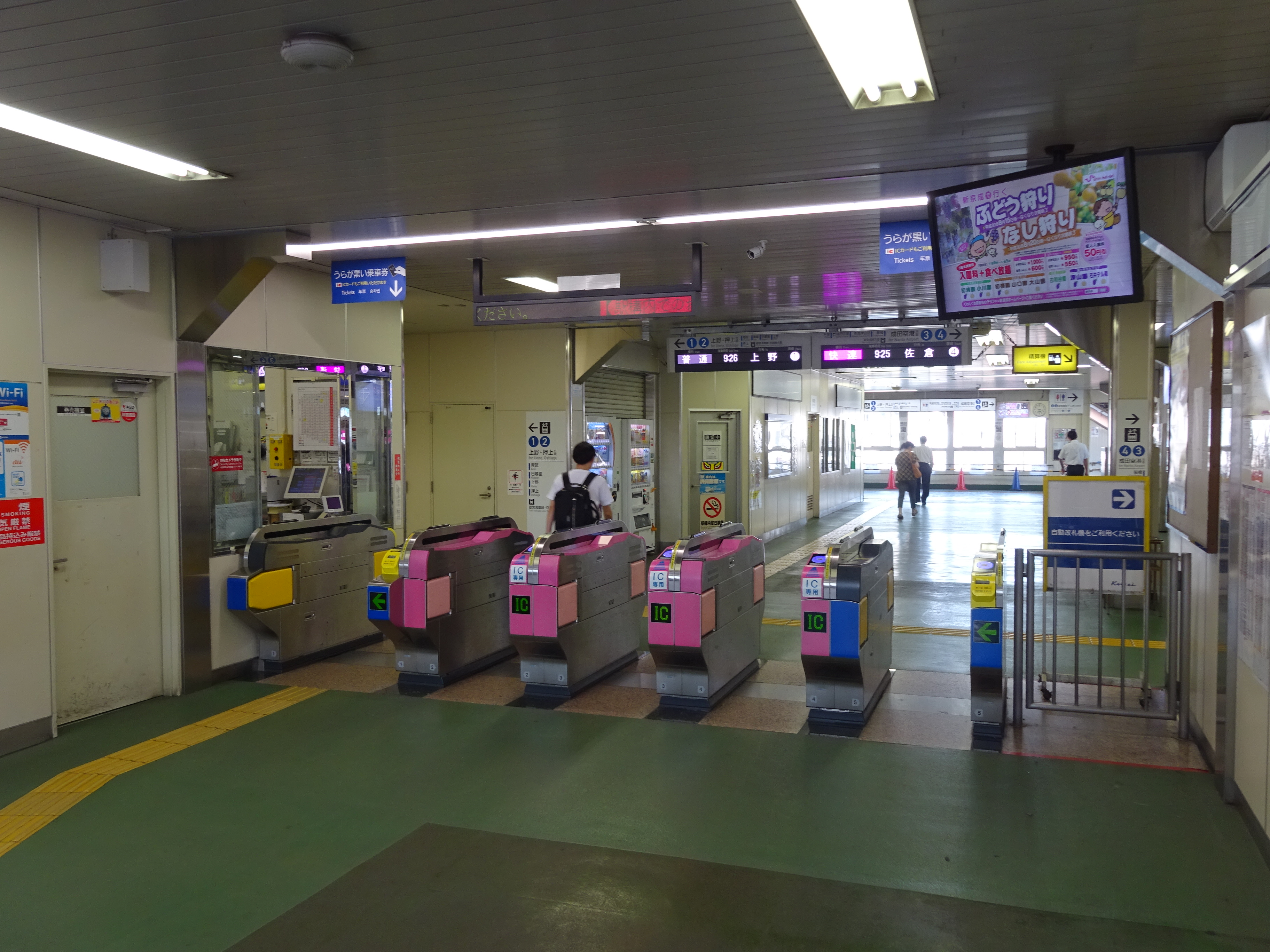
驗票閘口（2018年9月）

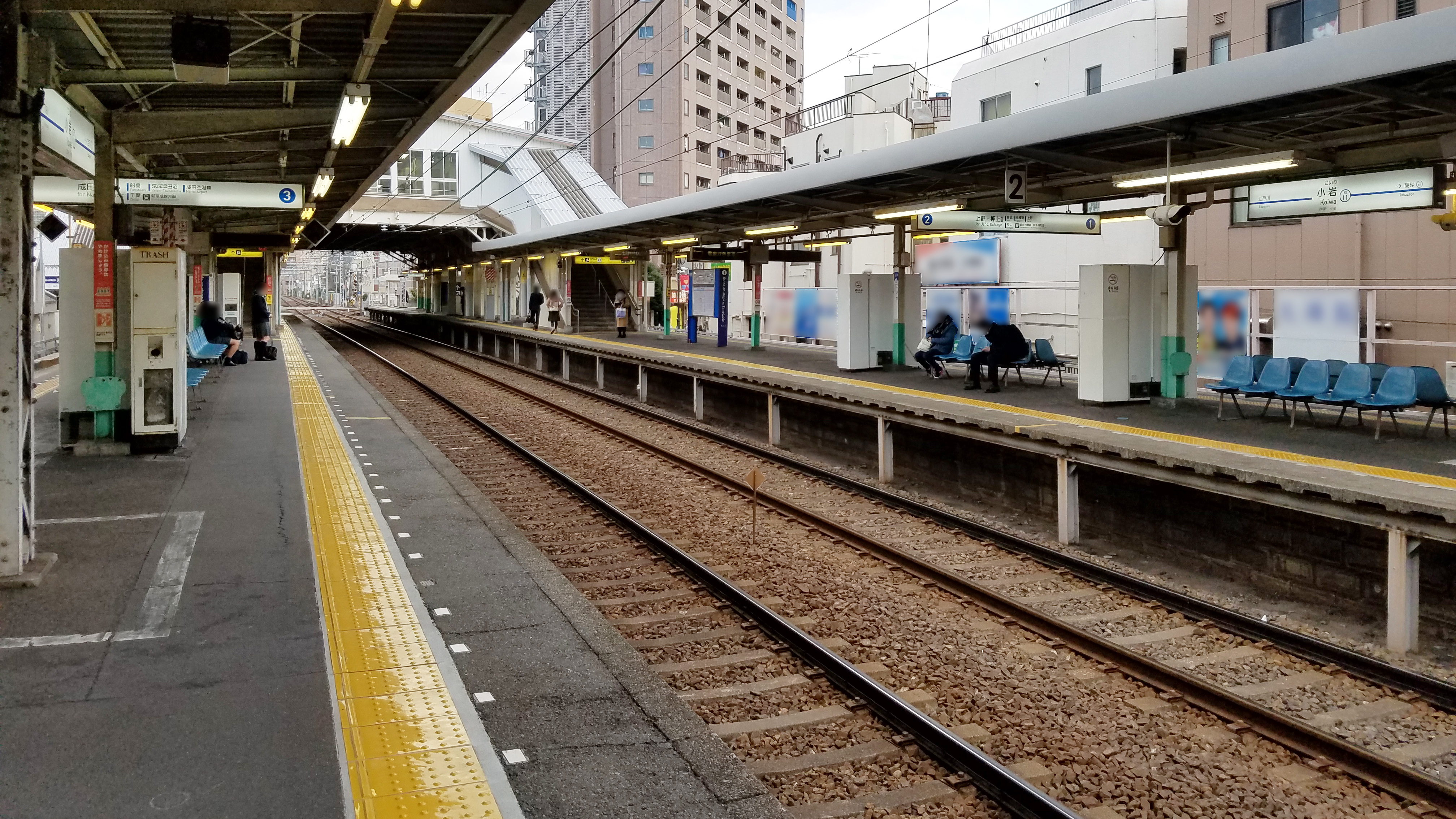
月台（2017年2月）

本站為島式月台2面4線的地面車站，並設有跨站式站房。此站是由京成高砂站管理的車站，月台可讓列車待避，下行本線（3號線）亦有往上行本線的橫渡線。北口和南口至車站大廳間設有電梯，各月台至車站大廳間也設有電梯與電扶梯。而站內設有商店（付費區內、上行月台）、廁所（下行月台階梯下）、多功能廁所（付費區內大廳）。
| 月台 | 路線     | 方向 | 目的地                                     |
| ---- | -------- | ---- | ------------------------------------------ |
| 1、2 | 京成本線 | 下行 | 日暮里、上野、押上、 淺草線、 京急本線方向 |
| 3、4 | 京成本線 | 上行 | 船橋、成田機場、千葉方向                   |

鄰站京成高砂站有二方向（本線、北總線）電車交會，加上出入車庫的列車，班表十分密集，因此普通電車會在本站待避快速特急與通勤特急、特急、Evening Liner，或是等待快速電車接續。
往京成高砂快速列車有部分班次在本站變更目的地、車種與列車編號，成為押上線普通列車。該列車從本站至淺草線西馬込站、京急本線品川站為止停靠全部車站。
過去曾有停靠本站的特急與本站折返的始發電車，但隨著北總、公團線（當時）延伸京成高砂站後廢止。
另外，青砥站在進行高架化工程（ - 1985年（昭和60年）10月19日為止）時，青砥臨時站沒有拖上線供都營淺草線折返列車使用，因此直通列車延駛至本站。
本站周邊正在規劃交通立體化。

## 使用情況
2017年度1日平均上下車人次為18,151人。在京成線內69車站中排名第28位。
近年1日平均上下、上車人次推移如下表。
| 年度               | 1日平均 上下車人次 | 1日平均 上車人次 | 來源   |
| ------------------ | ------------------ | ---------------- | ------ |
| 1990年（平成02年） |                    | 13,230           | [ 5 ]  |
| 1991年（平成03年） |                    | 12,708           | [ 6 ]  |
| 1992年（平成04年） |                    | 12,252           | [ 7 ]  |
| 1993年（平成05年） |                    | 11,847           | [ 8 ]  |
| 1994年（平成06年） |                    | 11,233           | [ 9 ]  |
| 1995年（平成07年） |                    | 10,713           | [ 10 ] |
| 1996年（平成08年） |                    | 10,205           | [ 11 ] |
| 1997年（平成09年） |                    | 9,666            | [ 12 ] |
| 1998年（平成10年） |                    | 9,159            | [ 13 ] |
| 1999年（平成11年） |                    | 8,839            | [ 14 ] |
| 2000年（平成12年） |                    | 8,532            | [ 15 ] |
| 2001年（平成13年） |                    | 8,471            | [ 16 ] |
| 2002年（平成14年） |                    | 8,296            | [ 17 ] |
| 2003年（平成15年） | 16,524             | 8,257            | [ 18 ] |
| 2004年（平成16年） | 16,201             | 8,173            | [ 19 ] |
| 2005年（平成17年） | 16,186             | 8,170            | [ 20 ] |
| 2006年（平成18年） | 16,529             | 8,326            | [ 21 ] |
| 2007年（平成19年） | 16,739             | 8,443            | [ 22 ] |
| 2008年（平成20年） | 16,792             | 8,441            | [ 23 ] |
| 2009年（平成21年） | 16,599             | 8,351            | [ 24 ] |
| 2010年（平成22年） | 16,529             | 8,332            | [ 25 ] |
| 2011年（平成23年） | 16,140             | 8,134            | [ 26 ] |
| 2012年（平成24年） | 16,614             | 8,367            | [ 27 ] |
| 2013年（平成25年） | 16,965             | 8,540            | [ 28 ] |
| 2014年（平成26年） | 16,983             | 8,548            | [ 29 ] |
| 2015年（平成27年） | 17,369             |                  |        |
| 2016年（平成28年） | 17,784             | 8,940            | [ 30 ] |
| 2017年（平成29年） | 18,151             |                  |        |

## 車站周邊
車站周邊是江戶川區北小岩與葛飾區鎌倉，住宅密集。車站鄰近區界，西側的柴又街道與平交道便在葛飾區內。周圍有江戶川河川地與親水綠道、公園等綠地，但江戶川站離江戶川河川地較近。
東日本旅客鐵道（JR東日本）小岩站與本站並不是轉乘站。

### 設施
- 北口
  - 小岩醫學中心
  - gourmetcity（日语：グルメシティ関東）京成小岩店
  - 北小岩六郵便局
- 南口
  - 富士見保育園
  - 江戶川區立北小岩小學校
  - 柴又街道（日语：東京都道307号王子金町江戸川線）
  - 愛国中學校、高等學校（日语：愛国中学校・高等学校）
  - 愛國學園短期大學

### 巴士路線
- 北口圓環
  - 京成Town Bus小54系統： 京成小岩站 - 上小岩小学校 - 小岩站北口 - 細田交番 - 京成高砂站 - 新宿郵便局（日语：葛飾新宿郵便局）前 - 龜有站
- 南口：最近的巴士站是步行兩分左右的京成小岩站入口。
  - 京成巴士小55系統： JR小岩站 - 京成小岩站入口 - 新柴又站 - 柴又帝釋天 - 金町站
  - 京成巴士、京成Town Bus（日语：京成タウンバス）新金01系統： 新小岩站 - 京成小岩站入口 - 新柴又站 - 柴又帝釋天 - 金町站

## 相鄰車站
京成電鐵
 本線
■快速特急、■特急、■通勤特急
通過
■快速
京成高砂（KS10）－京成小岩（KS11）－京成八幡（KS16）
■普通
京成高砂（KS10）－京成小岩（KS11）－江戶川（KS12）

## 外部連結
- 京成小岩｜電車與車站資訊｜京成電鐵
- 京成小岩站PDF - 京成電鐵